# Difractòmetre
Un difractòmetre és un aparell de mesura emprat per analitzar l'estructura d'un material a partir del patró de difracció produït quan un raig de radiació o de partícules (com ara els rajos X o els neutrons) interactua amb el material. Consten d'una font de rajos X, un sensor i un suport per a la mostra.

## Cambra de Debye-Scherrer

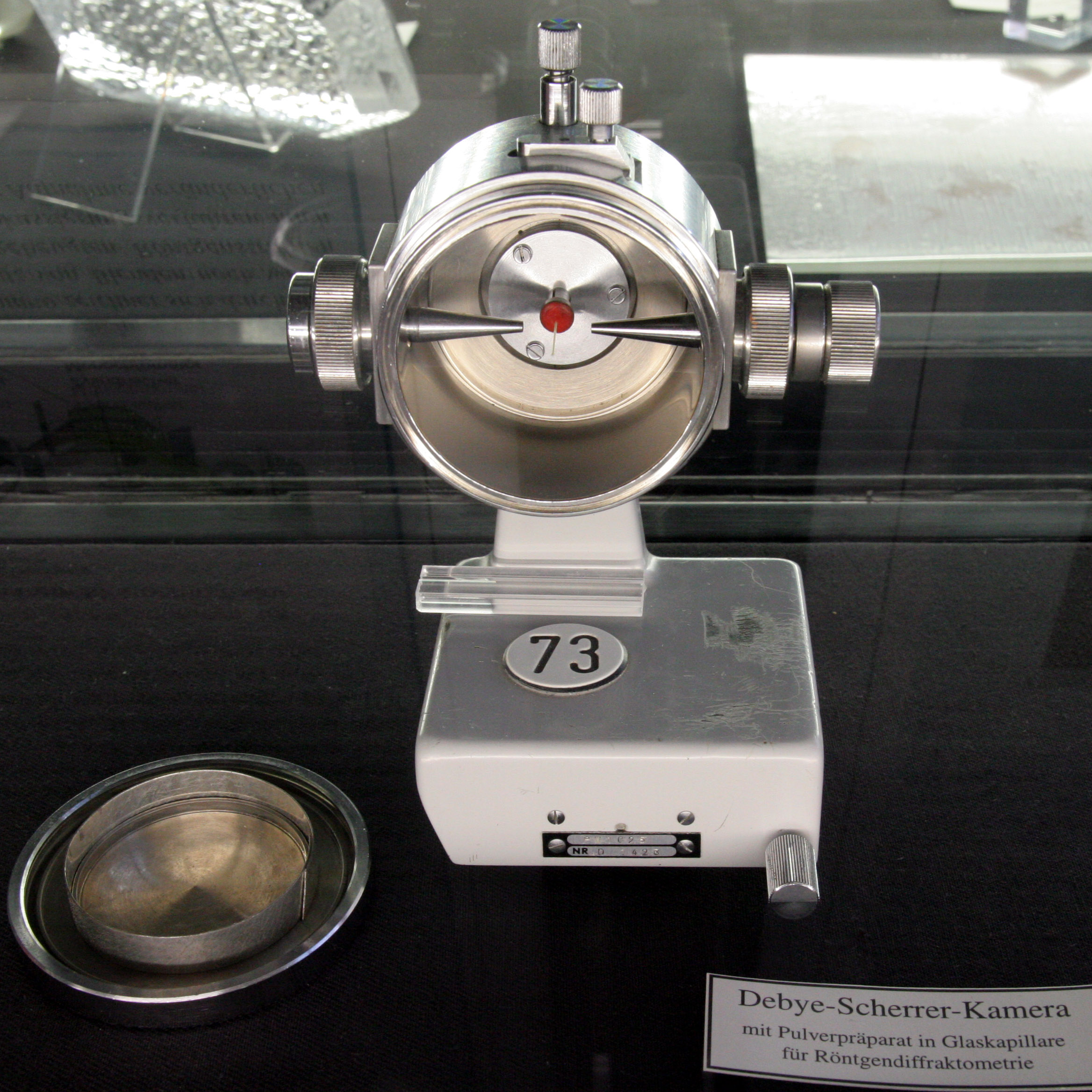
Cambra de Debye-Scherrer

## Font de radiació